# Nakasendō

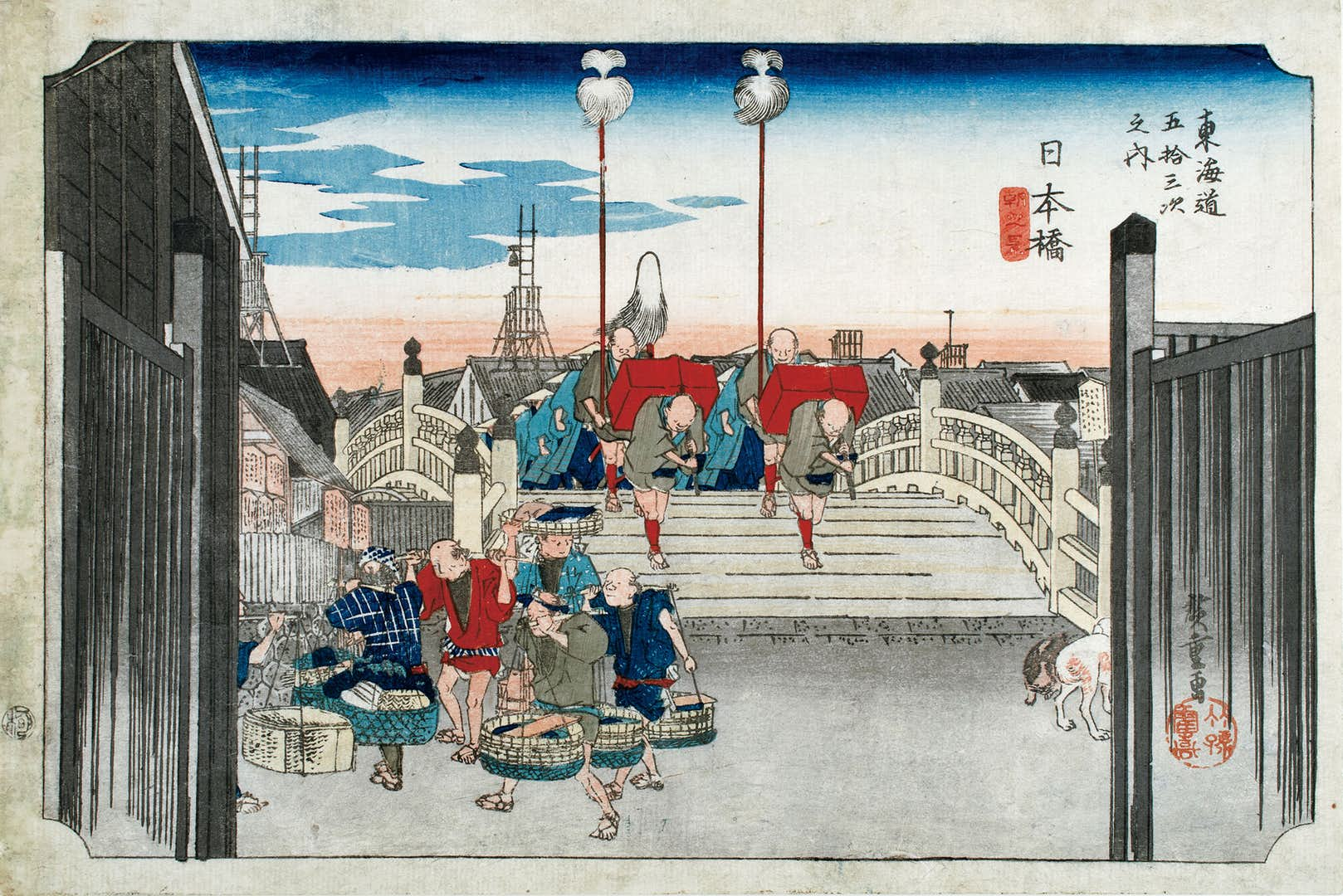
Nihonbashi, första stationen från Edo

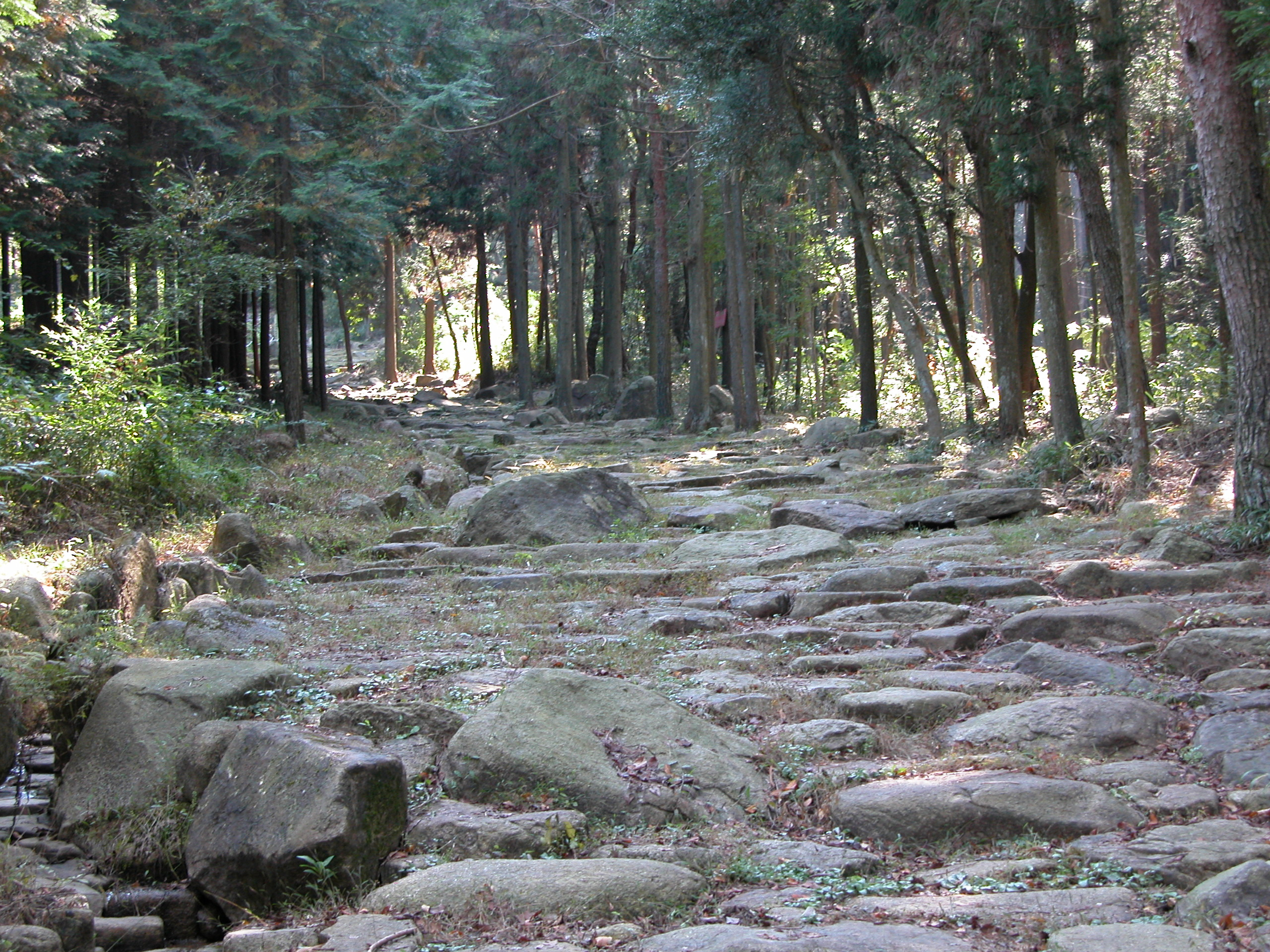
"Ishidatami" (stenplattor) på ett bevarat vägavsnitt av Nakasendō

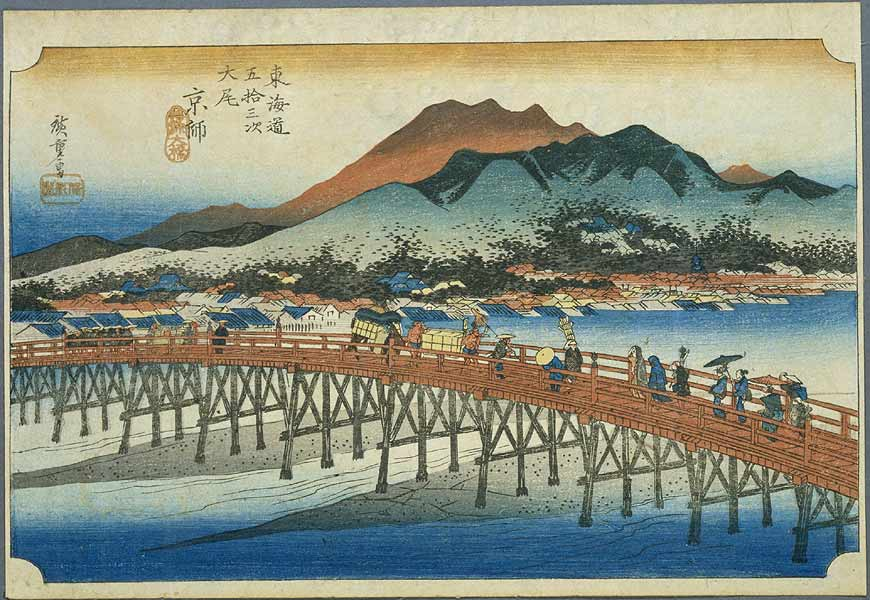
Sanjō Ōhashi, första stationen från Kyoto

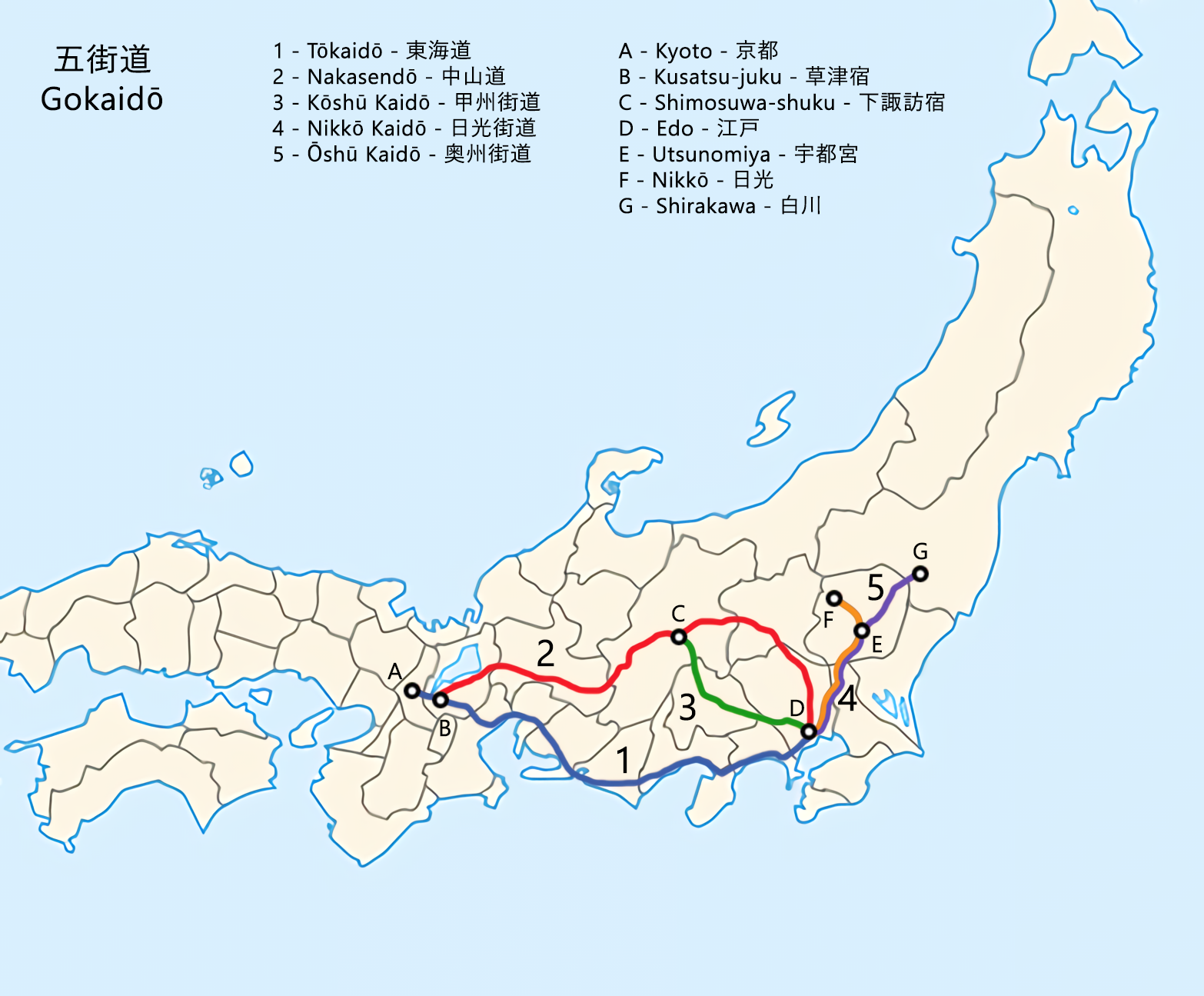
Nakasendōs rutt

Nakasendō (japanska  (中山道 ?) Nakasendō, "Centrala bergsvägen") var en av de fem stora färdlederna (Fem-Vägarna, Gokaidō) i Japan under Edoperioden.

## Vägen
Nakasendō sträckte sig från shogunatets huvudstad Edo (nutida Tokyo) till kejsarens huvudstad Kyoto genom bergsområdena på Honshu-öns mellersta del.
Vägen var cirka 533 kilometer lång och började (som de övriga av de fem Gokaidō-vägarna) på Nihonbashi (Japanbron) i Chūō, Edo, och slutade på Sanjō Ōhashi (Tredje bron) i Higashiyama, Kyoto. Kōshū Kaidō anslöt sig till Nakasendō i "Shimosuwa-shuku" (station nr 29) i Nagano prefekturen. Nakasendō sammanstrålade sedan med Tōkaidō i "Kusatsu-juku" (station nr 68).
En resa i normal takt längs hela färdleden kunde ta 18 till 20 dagar.
Nakasendō hade från början 69 så kallade "shukuba" (rastplatser) längs sin sträcka och kring dessa växte med tiden fram honjin (övernattningsbostäder för adelsmän och ämbetsmän) och hatago (härbärgen för vanliga resenärer) och stationerna växte sakteligen till byar. Efterleden -shuku eller -juku i många japanska ortnamn erinrar ofta om ett rastställe vid exempelvis Nakasendō.
De ursprungliga stationerna var i:

### Tokyo prefektur
| Nr | Stationsnamn                 | Nr | Stationsnamn                         |
| -- | ---------------------------- | -- | ------------------------------------ |
| X  | Nihonbashi (日本橋), Chūō-ku | 1  | Itabashi-shuku (板橋宿), Itabashi-ku |

### Saitama prefektur
| Nr | Stationsnamn                        | Nr | Stationsnamn                        | Nr | Stationsnamn                      |
| -- | ----------------------------------- | -- | ----------------------------------- | -- | --------------------------------- |
| 2  | Warabi-shuku (蕨宿), Warabi-shi     | 3  | Urawa-shuku (浦和宿), Urawa-ku      | 4  | Ōmiya-shuku (大宮宿), Ōmiya-ku    |
| 5  | Ageo-shuku (上尾宿), Ageo-shi       | 6  | Okegawa-shuku (桶川宿), Okegawa-shi | 7  | Kōnosu-shuku (鴻巣宿), Kōnosu-shi |
| 8  | Kumagai-shuku (熊谷宿), Kumagya-shi | 9  | Fukaya-shuku (深谷宿), Fukaya-shi   | 10 | Honjō-shuku (本庄宿), Honjō-shi   |

### Gunma prefektur
| Nr | Stationsnamn                           | Nr | Stationsnamn                            | Nr | Stationsnamn                          |
| -- | -------------------------------------- | -- | --------------------------------------- | -- | ------------------------------------- |
| 11 | Shinmachi-shuku (新町宿), Takasaki-shi | 12 | Kuragano-shuku (倉賀野宿), Takasaki-shi | 13 | Takasaki-shuku (高崎宿), Takasaki-shi |
| 14 | Itahana-shuku (板鼻宿), Annaka-shi     | 15 | Annaka-shuku (安中宿), Annaka-shi       | 16 | Matsuida-shuku (松井田宿), Annaka-shi |
| 17 | Sakamoto-shuku (坂本宿), Annaka-shi    | .  | .                                       | .  | .                                     |

### Nagano prefektur
| Nr | Stationsnamn                                | Nr | Stationsnamn                              | Nr | Stationsnamn                                |
| -- | ------------------------------------------- | -- | ----------------------------------------- | -- | ------------------------------------------- |
| 18 | Karuisawa-shuku (軽井沢宿), Karuizawa-machi | 19 | Kutsukake-shuku (沓掛宿), Karuizawa-machi | 20 | Oiwake-shuku (追分宿), Karuizawa-machi      |
| 21 | Otai-shuku (小田井宿), Miyota-machi         | 22 | Iwamurada-shuku (岩村田宿), Saku-shi      | 23 | Shionada-shuku (塩名田宿), Saku-shi         |
| 24 | Yawata-shuku (八幡宿), Saku-shi             | 25 | Mochizuki-shuku (望月宿), Saku-shi        | 26 | Ashida-shuku (芦田宿), Tateshina-machi      |
| 27 | Nagakubo-shuku (長久保宿), Nagawa-machi     | 28 | Wada-shuku (和田宿), Nagawa-machi         | 29 | Shimosuwa-shuku (下諏訪宿), Shimosuwa-machi |
| 30 | Shiojiri-shuku (塩尻宿), Shiojiri-shi       | 31 | Seba-juku (洗馬宿), Shiojiri-shi          | 32 | Motoyama-juku (本山宿), Shiojiri-shi        |
| 33 | Niekawa-juku (贄川宿), Shiojiri-shi         | 34 | Narai-juku (奈良井宿), Shiojiri-shi       | 35 | Yabuhara-juku (藪原宿), Kiso-mura           |
| 36 | Miyanokoshi-juku (宮ノ越宿), Kiso-machi     | 37 | Fukushima-juku (福島宿), Kiso-machi       | 38 | Agematsu-juku (上松宿), Agematsu-machi      |
| 39 | Suhara-juku (須原宿), Ōkuwa-mura            | 40 | Nojiri-juku (野尻宿), Ōkuwa-mura          | 41 | Midono-juku (三留野宿), Nagiso-machi        |
| 42 | Tsumago-juku (妻籠宿), Nagiso-machi         | .  | .                                         | .  | .                                           |

### Gifu prefektur
| Nr | Stationsnamn                               | Nr | Stationsnamn                          | Nr | Stationsnamn                                 |
| -- | ------------------------------------------ | -- | ------------------------------------- | -- | -------------------------------------------- |
| 43 | Magome-juku (馬籠宿), Nakatsugawa-shi      | 44 | Ochiai-juku (落合宿), Nakatsugawa-shi | 45 | Nakatsugawa-juku (中津川宿), Nakatsugawa-shi |
| 46 | Ōi-juku (大井宿), Ena-shi                  | 47 | Ōkute-juku (大湫宿), Mizunami-shi     | 48 | Hosokute-juku (細久手宿), Mizunami-shi       |
| 49 | Mitake-juku (御嶽宿), Mitake-chō           | 50 | Fushimi-juku (伏見宿), Mitake-chō     | 51 | Ōta-juku (太田宿), Minokamo-shi              |
| 52 | Unuma-juku (鵜沼宿), Kakamigahara-shi      | 53 | Kanō-juku (加納宿), Gifu-shi          | 54 | Gōdo-juku (河渡宿), Gifu-shi                 |
| 55 | Mieji-juku (美江寺宿), Mizuho-shi          | 56 | Akasaka-juku (赤坂宿), Ōgaki-shi      | 57 | Tarui-juku (垂井宿), Tarui-chō               |
| 58 | Sekigahara-juku (関ヶ原宿), Sekigahara-chō | 59 | Imasu-juku (今須宿), Sekigahara-chō   | .  | .                                            |

### Shiga prefektur
| Nr | Stationsnamn                           | Nr | Stationsnamn                         | Nr | Stationsnamn                        |
| -- | -------------------------------------- | -- | ------------------------------------ | -- | ----------------------------------- |
| 60 | Kashiwabara-juku (柏原宿), Maibara-shi | 61 | Samegai-juku (醒井宿), Maibara-shi   | 62 | Banba-juku (番場宿), Maibara-shi    |
| 63 | Toriimoto-juku (鳥居本宿), Hikone-shi  | 64 | Takamiya-juku (高宮宿), Hikone-shi   | 65 | Echigawa-juku (愛知川宿), Aishō-chō |
| 66 | Musa-juku (武佐宿), Ōmihachiman-shi    | 67 | Moriyama-juku (守山宿), Moriyama-shi | 68 | Kusatsu-juku (草津宿), Kusatsu-shi  |
| 69 | Ōtsu-juku (大津宿), Ōtsu-shi           | .  | .                                    | .  | .                                   |

### Kyoto prefektur
| Nr | Stationsnamn                   | Nr | Stationsnamn | Nr | Stationsnamn |
| -- | ------------------------------ | -- | ------------ | -- | ------------ |
| X  | Sanjō Ōhashi (三条大橋), Kyoto | .  | .            | .  | .            |

## Historia
Byggandet av färdlederna påbörjades 1603 under shogunen Tokugawa Ieyasu, den förste shogunen av Tokugawaklanen, och upphöjdes till riksväg av hans ättling Tokugawa Ietsuna. Vägen ökade snart i betydelse då den nya lagstiftningen (Sankin kōtai, "Regelbunden närvaro") bland annat tvingade länsherrarna (Daimyō) till regelbundna besök i Edo.
Delar av Nakasendō hade redan funnits tidigare (bland annat färdleden Kiso Kaidō) men under Edoperioden sammanfogades olika delsträckor till en sammanhängande färdled under det nya namnet. Nakasendō ansågs vara den mest utbyggda och bekvämaste vägen till Kyoto trots att den var längre än Tōkaidōn.
Haiku-poeten Basho färdades längs hela leden och han skrev senare en bok om denna resa.
Även Ukiyo-e-konstnärerna Keisai Eisen och Ando Hiroshige reste under olika tillfällen längs hela leden och skapade därefter träsnitt av varje enskild station som blev till samlingen Kiso Kaidō Rokujūkyū-tsugi.
Idag följer flera riksvägar och järnvägslinjer delar av den gamla färdleden.